# Kishartyán
Kishartyán is een plaats (község) en gemeente in het Hongaarse comitaat Nógrád. Kishartyán telt 651 inwoners (2001).